# Bodyjar
Bodyjar ist eine australische Poppunk- und Punkrock-Band aus Melbourne, die im Jahr 1991 unter dem Namen Damnation gegründet und 2009 wieder aufgelöst wurde. Seit dem Jahr 2012 ist die Band wieder aktiv.

## Geschichte
Die Band wurde im Jahr 1991 unter dem Namen Damnation gegründet und bestand aus dem Gitarristen und Sänger Cameron Baines, den Gitarristen Ben Petterson, Bassist Grant Relf und Schlagzeuger Charles Zerafa. Die Band nahm einige Demos auf und änderte ihren Namen in Helium. 1994 änderte die Gruppe dann erneut ihren Namen in Bodyjar und unterzeichnete einen Vertrag bei Shagpile Records. Die Band nahm die EP Time to Grow Up auf, der das Debütalbum Take a Look Inside folgte. Im selben Jahr stieg Charles Zerafa aus und wurde durch Schlagzeuger Ross Hetherington ersetzt.
In den Folgejahren gab die Band einige Konzerte und konnte ihre Bekanntheit in Australien, Japan, Europa, Kanada und den USA steigern. 1996 stellte die Band das Album Rimshot! fertig und veröffentlichte ein Jahr später die EP Strange Harvest. Das Album No Touch Red folgte im Jahr 1998. Im selben Jahr gab die Band Konzerte zusammen mit NOFX, The Offspring, Blink-182, Face to Face und Spiderbait.
1999 verließ Gitarrist Ben Petterson die Band und wurde durch Tom Read ersetzt. Im Jahr 2000 unterschrieb die Gruppe einen Vertrag bei EMI und veröffentlichte bei dem Label das Album How It Works. Das nächste Album folgte mit Plastic Skies im Jahr 2002. Zwei Jahre später verließ Schlagzeuger Hetherington die Band und wurde durch Shane Wakker ersetzt. 2005 veröffentlichte die Gruppe das Album Bodyjar über Shock Records. Im Jahr 2009 löste sich die Band auf. Im Jahr 2012 fand die Band wieder zusammen und spielte im selben Jahr eine Reunion Tour. Zudem spielte sie Anfang 2013 auch Konzerte zusammen mit Descendents. Im September 2013 wurde zudem bekannt gegeben, dass die Band die Veröffentlichung eines neuen Albums plante, das den Namen Role Model tragen sollte. Zudem erschien ein Musikvideo zum Lied Fairytales. Das Album erschien noch im selben Jahr bei dem Label We Are Unified.

## Stil
Die Band spielt Punkmusik, bei der Einflüsse aus der Popmusik hörbar sind. Die Lieder der Band werden als „radiotauglich“ charakterisiert.

## Diskografie
Als Helium
- You Can't Hold Me Down (Album, 1993, Eigenveröffentlichung)

Als Bodyjar
- Time to Grow Up (EP, 1994, Shagpile Records)
- Take a Look Inside (Album, 1994, Shagpile Records)
- Rimshot! (Album, 1996, Shagpile Records)
- Strange Harvest (EP, 1997, Shagpile Records)
- No Touch Red (Album, 1998, Shagpile Records)
- Singles & Stuff (Kompilation, 1999, Shagpile Records)
- How It Works (Album, 2000, EMI)
- You Got Me a Girls Bike You Idiot! (EP, 2001, EMI)
- Plastic Skies (Album, 2002, EMI)
- Jarchives: 10 Years of Bodyjar (Kompilation, 2003, EMI)
- Bodyjar (Album, 2005, Shock Records)
- You'll Never Kill All the Ants (EP, 2006, Shock Records)
- Is It Alive (Live-Album, 2007, Shock Records)
- Role Model (Album, 2013, We Are Unified)